# Canada aux Jeux olympiques d'hiver de 1936
Le Canada participe aux Jeux olympiques d'hiver de 1936, qui ont lieu à Garmisch-Partenkirchen en Allemagne. Représenté par 29 athlètes, ce pays prend part aux Jeux d'hiver pour la quatrième fois de son histoire après sa présence à toutes les éditions précédentes. La délégation canadienne termine au neuvième rang du tableau des médailles avec une médaille : l'argent en hockey sur glace.

## Médaillés
| Médaille                           | Nom | Sport            | Épreuve |
| ---------------------------------- | --- | ---------------- | ------- |
| Médaille d'argent, Jeux olympiques | Équipe du Canada de hockey sur glace Maxwell Deacon Hugh Farquharson Kenneth Farmer James Haggarty Walter Kitchen Raymond Milton Francis Moore Herman Murray Arthur Nash David Neville Alexander Sinclair Ralph St. Germain Bill Thomson | Hockey sur glace | Hommes  |